# Gnophos reisseri
Gnophos reisseri là một loài bướm đêm trong họ Geometridae.